# ستيف بولوك
ستيف بولوك (بالإنجليزية: Steve Bullock)‏ هو سياسي، ومحامي أمريكي، ولد في ميسولا، مونتانا، هو عضوٌ في الحزب الديمقراطي الأمريكي.
وُلِدَ بولوك في ميسولا، مونتانا عام 1966 وتخرج من كلية كليرمونت ماكينا وكلية الحقوق بجامعة كولومبيا. بدأ بولوك مهنته بالعمل كمستشار قانوني لوزير خارجية مونتانا قبل أن يُصبح مساعد المدير العام التنفيذي ونائب الرئيس العام لمونتانا. شارك بولوك في تدريب خاص كمحام لشركة ستبتو وجونسون للمحاماة. عمل بولوك أيضًا أستاذًا مساعدًا في جامعة جورج واشنطن للقانون قبل أن يفتح مكتب محاماة خاص به لدى عودته إلى مونتانا. في عام 2008، انتُخِبَ بولوك لوزراة العدل في مونتانا وخدم فترة ولاية واحدة من عام 2009 حتى عام 2013.
أعلن بولوك ترشحه لمنصب حاكم مونتانا في 7 سبتمبر من عام 2011. وكان المقعد شاغرًا في عام 2012 إذ لم يتمكن الحاكم الحالي برايان شوايتزر من الحزب الديمقراطي من طلب إعادة انتخابه بسبب حدود مدة ولايته. فاز بولوك في الانتخابات الديمقراطية بنسبة 87% من الأصوات على المرشح من الحزب الجمهوري ريك هيل في الانتخابات العامة بنسبة 48.9% من الأصوات. في عام 2016، أعيد انتخاب بولوك بأغلبية 50. 2% من الأصوات، ليفوز على المرشح من الحزب الجمهوري غريغ جيانفورت.
ترأس بولوك جمعية المحافظين الوطنيين من عام 2018 حتى عام 2019. كان مرشحًا ديمقراطيًا لرئاسة الولايات المتحدة في عام 2020. وبعد تعليق حملته الرئاسية، أعلن ترشحه لمجلس الشيوخ الأمريكي في انتخابات عام 2020.

## النائب العام لمونتانا
يُعدّ بولوك المرشح الديمقراطي لمنصب المدعي العام عام 2008، وقد فاز على مرشحين آخرين في انتخابات يونيو التمهيدية. ثم استمر في الفوز بسباق الانتخابات العامة المتنازع عليه بأغلبية 52,64% من الأصوات ضد الجمهوري تيم فوكس. حصل بولوك على 245,669 صوت، أكثر من أي من المرشحين الآخرين. تحت إدارة بولوك، بدأ مكتب المدعي العام البرنامج الودي على مدار 24 ساعة طوال أيام الأسبوع والذي يتطلب تكرار مخالفي الهوية الواحدة لإجراء اختبارات الكحول اليومية.
تابع مكتب النائب العام صناعة السكك الحديدية من أجل مراقبة الأعمال الاحتكارية وشارك في 16 محاولة من الولايات لحثّ الحكومة الفيدرالية على استخدام سلطة مكافحة الاحتكار ضد الدمج في المجال الزراعي. ركَّز بولوك على سوء تصنيف الموظفين كمقاولين مستقلين والسماح لفيديكس بتجنب دفع ملايين الضرائب والرسوم الحكومية. وقد أسفرت جهوده عن تغييرات قامت بها شركة فيديكس للامتثال للقوانين الفيدرالية وقوانين الولايات.
اجتذب بولوك الاهتمام القومي بتحدي المواطنين القرار المُوحَّد من خلال دفاعه عن حظر مونتانا لمدة 100 عام على نفقات حملات الشركات. وبعد فوزها في المحكمة العليا في مونتانا، حكمت المحكمة العليا للولايات المتحدة ضد ولاية مونتانا في قرار من 5 إلى 4.
عمل بولوك، الذي ألَّف رأي الدولة الذي يضمن الوصول إلى الأنهار والجداول والأراضي العامة، مع الهيئة التشريعية والحاكم براين شفايتسر لتدوين رأي الوصول إلى القانون.

## المواقف السياسية
وصفت صحيفة واشنطن بوست وقناة إيه بي سي نيوز الإخبارية بولوك بأنه من الديمقراطيين الجُدد. وقد أشارت صحيفة نيويورك تايمز إلى بولوك على أنه وسطي. أما بالنسبة لمنظمة أون ذا إشوز، التي تتبع مواقف المرشحين وسجلاتهم، فقد صنفت بولوك على أنه «ليبرالي معتدل».

### الرعاية الصحية
عمل بولوك على تمويل برنامج ميديكيد في مونتانا بموجب قانون الرعاية الصحية الأمريكي بأسعار مقبولة تحت إشراف هيئة تشريعية جمهورية. وهو يؤيد أيضًا توسيع إمكانية الوصول إلى الرعاية الصحية ومحاولة حماية وتحسين وتعزيز قانون الرعاية الميسرة ولا يُفضل نظام الرعاية الصحية أحادية الدافع على الإطلاق.

## مناصب
تولى منصب حاكم مونتانا ‏ (منذ 7 يناير 2013)
- State attorney general [الإنجليزية]‏، مونتانا (5 يناير 2009–7 يناير 2013).